# Трип
Окръг Трип (на английски: Tripp County) е окръг в щата Южна Дакота, Съединени американски щати. Площта му е 4189 km², а населението - 5460 души (2017). Административен център е град Уинър.